# ستيف نيكول
ستيف نيكول (بالإنجليزية: Steve Nicol)‏ (مواليد 11 ديسمبر 1961) هو لاعب كرة قدم. يلعب مع منتخب اسكتلندا لكرة القدم. سبق له أن لعب في كأس العالم لكرة القدم مع منتخب بلاده.

## روابط خارجية
- ستيف نيكول على موقع الاتحاد الدولي (مؤرشف)  (الإنجليزية)
- ستيف نيكول على موقع الاتحاد الأوربي (الإنجليزية)
- ستيف نيكول على موقع قاعدة بيانات كرة القدم.إي يو (الإنجليزية)
- ستيف نيكول على موقع ناشيونال فوتبول تيمز (الإنجليزية)
- ستيف نيكول على موقع Soccerbase.com (لاعب) (الإنجليزية)
- ستيف نيكول على موقع Soccerbase.com (مدرب) (الإنجليزية)
- ستيف نيكول على موقع عالم كرة القدم.نت (الإنجليزية)
- ستيف نيكول على موقع كووورة